# 特兰萨夸
特兰萨夸（義大利語：Transacqua），是意大利特伦托自治省的一个市镇。总面积35平方公里，人口2111人，人口密度60.3人/平方公里（2009年）。ISTAT代码为022204。